# Onychognathia rhombocephala
Onychognathia rhombocephala är en djurart som tillhör fylumet käkmaskar, och som beskrevs av Wolfgang Sterrer 1998. Onychognathia rhombocephala ingår i släktet Onychognathia och familjen Onychognathiidae. Inga underarter finns listade i Catalogue of Life.